# Skansberget i Segeltorp
Skansberget är en av Huddinge kommuns åtta  fornborgar som ligger i norra delen av Segeltorp.

## Beskrivning

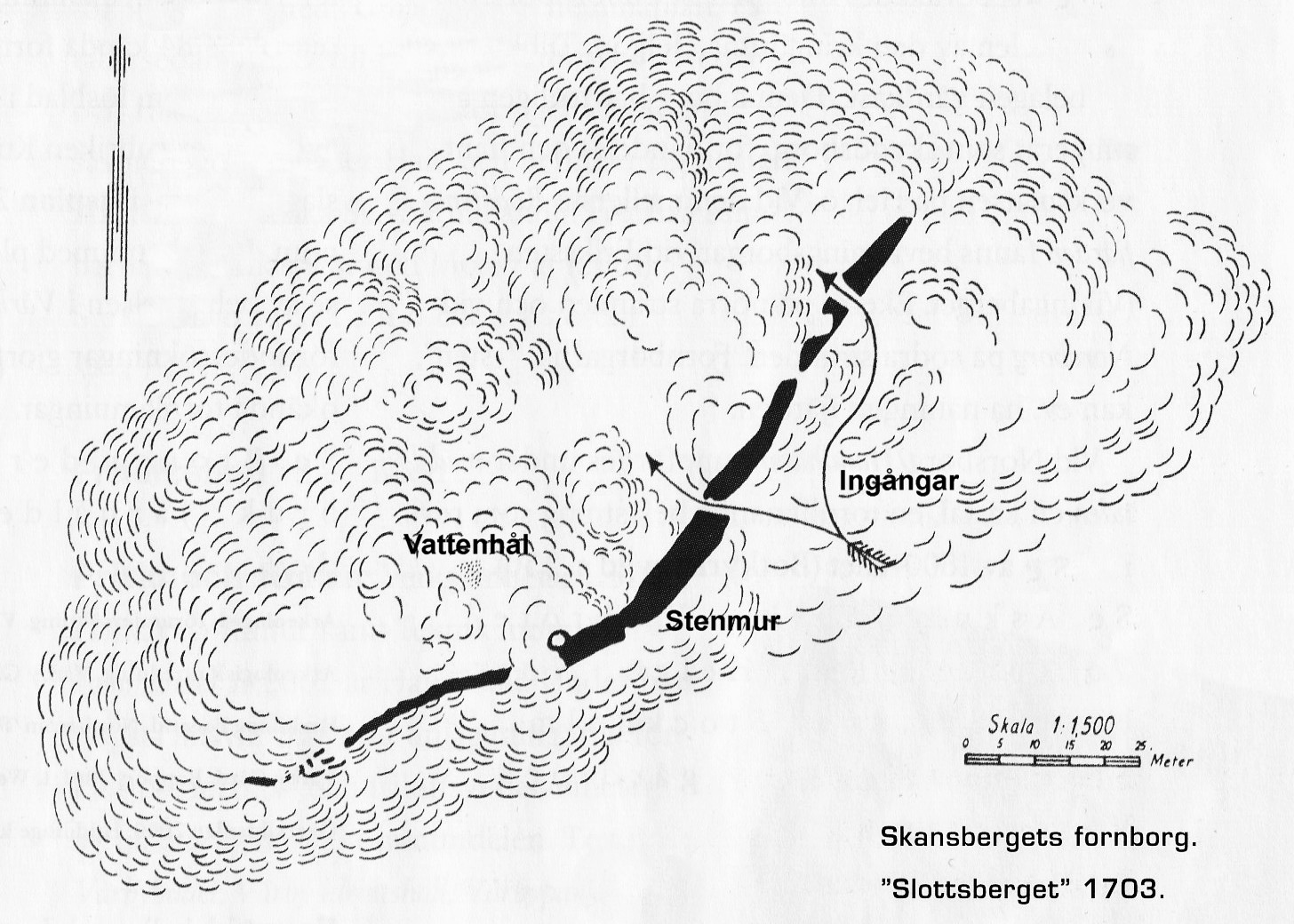
Äldre uppmätningskarta.

Segeltorps fornborg ligger cirka 400 meter norr om Gamla Södertäljevägen. Skansbergsvägen och Fornminnesvägen påminner om dess existens.  Fornborgen eller skansen ligger på ett bergskrön mellan Skansbergsvägen och Smista allé. Stigen upp till fornborgen är delvis igenbyggd av alla nya villor som restes i början på 2000-talet.
Terrängen stupar brant i norr och väster mot Smista allé. Borgen har en kraftig mur av natursten på de flackare partierna mot sydost. Muren är cirka 125 meter lång och 5–6 meter bred med två ingångar. Berget är svåråtkomligt på tre sidor. Anläggningen har förmodligen varit en så kallad bygdeborg eller tillflyktsborg, dvs. den har fungerat som tillflykt för den kringliggande bygden i orostider. Strax utanför murens sydvästra ände finns en husgrund. Det kan ha varit ett boningshus, ett förråd eller kanske en vaktstuga. Innanför muren finns ett vattenhål vilket möjliggjorde längre vistelser i borgen.
Borgen är troligen anlagd under folkvandringstiden omkring år 500 efter Kristus. Platsen var väl vald, man hade (och har fortfarande) god översikt över omgivningen. Under forntiden kunde spejarna se drygt tre kilometer i västlig riktning och Vårbybäckens dalgång mot Mälaren. Idag kan man se till Kungens kurva, Bredäng och Skärholmen.

## Bilder

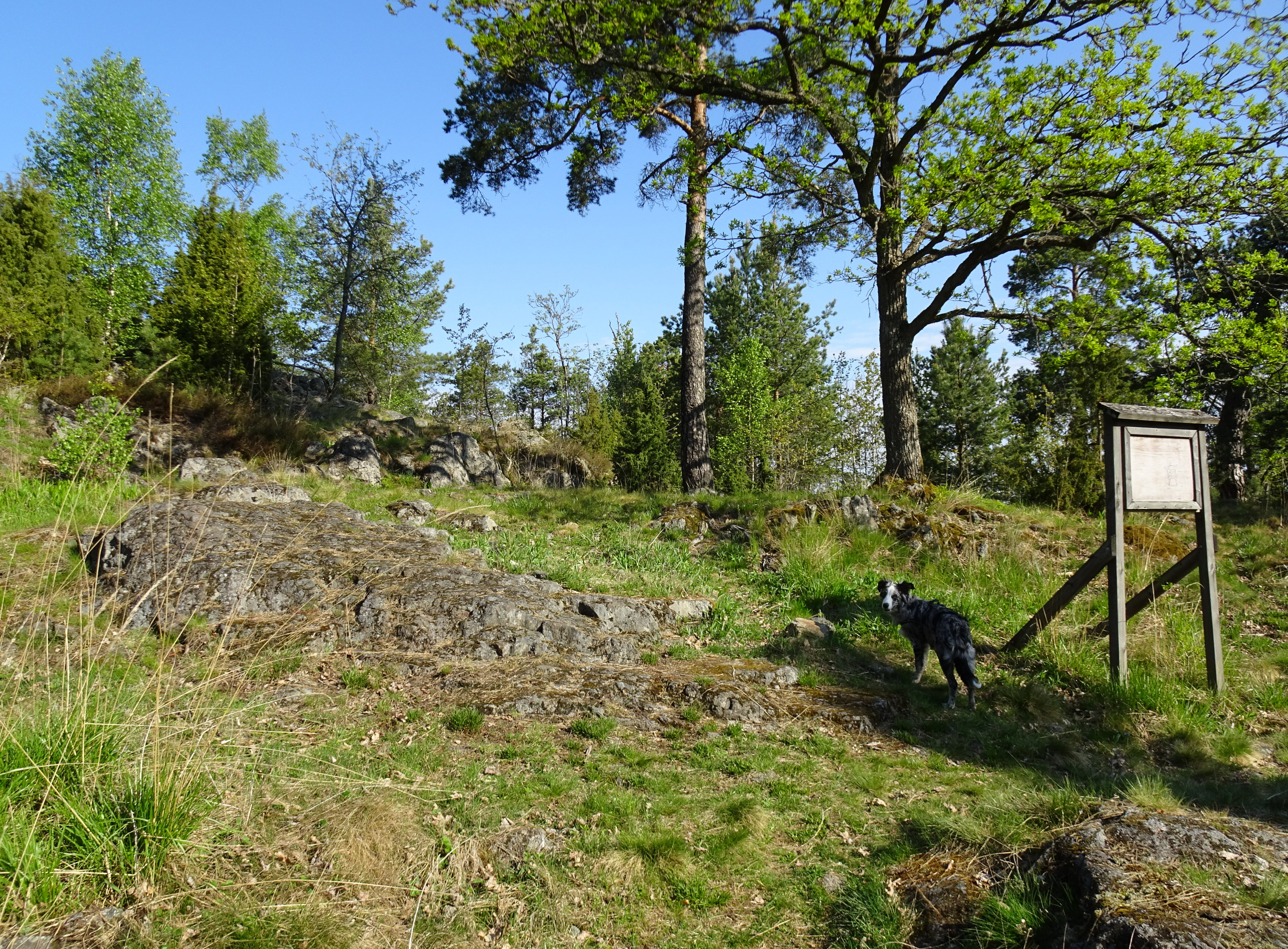
Ingången
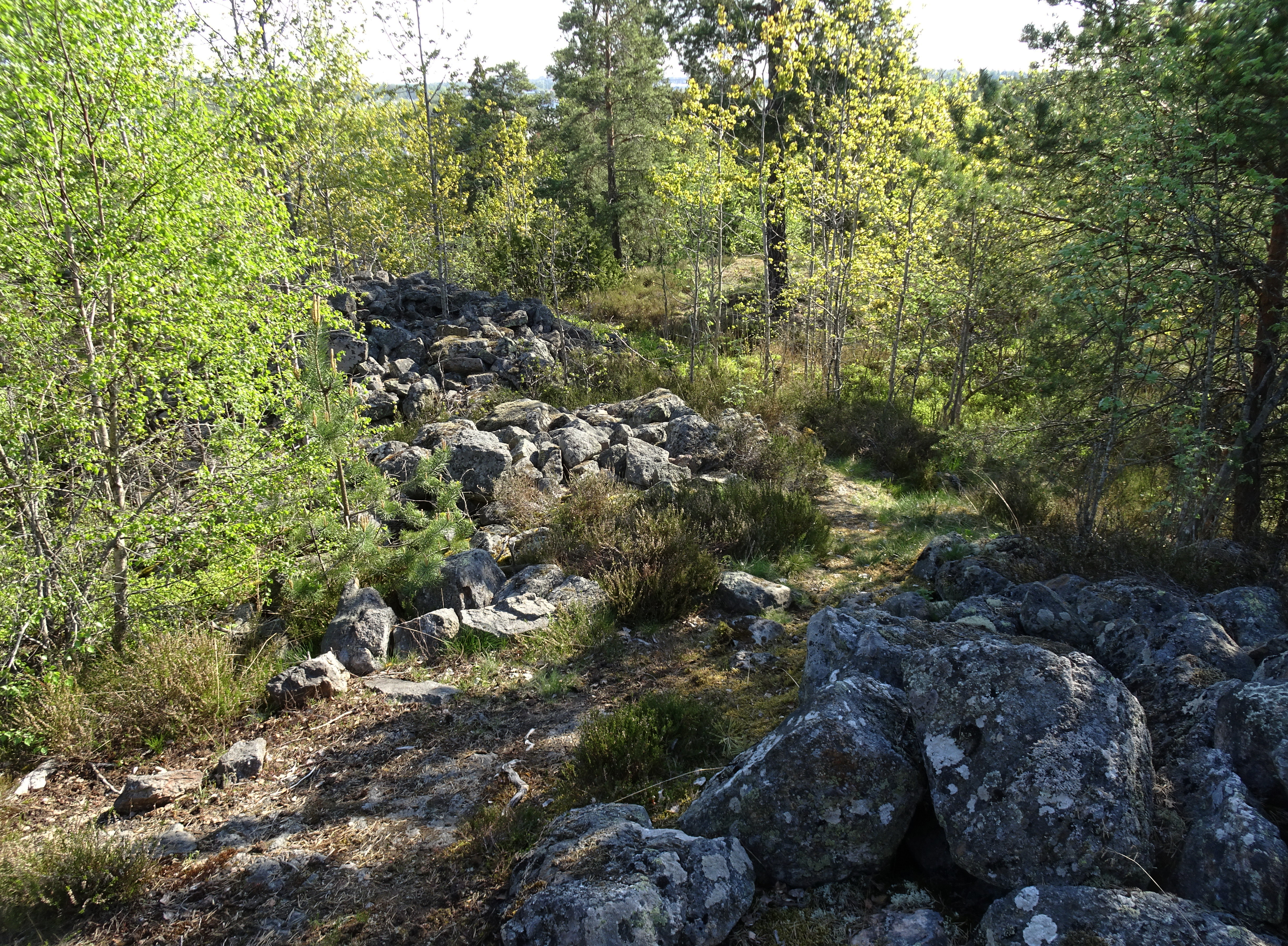
Muren
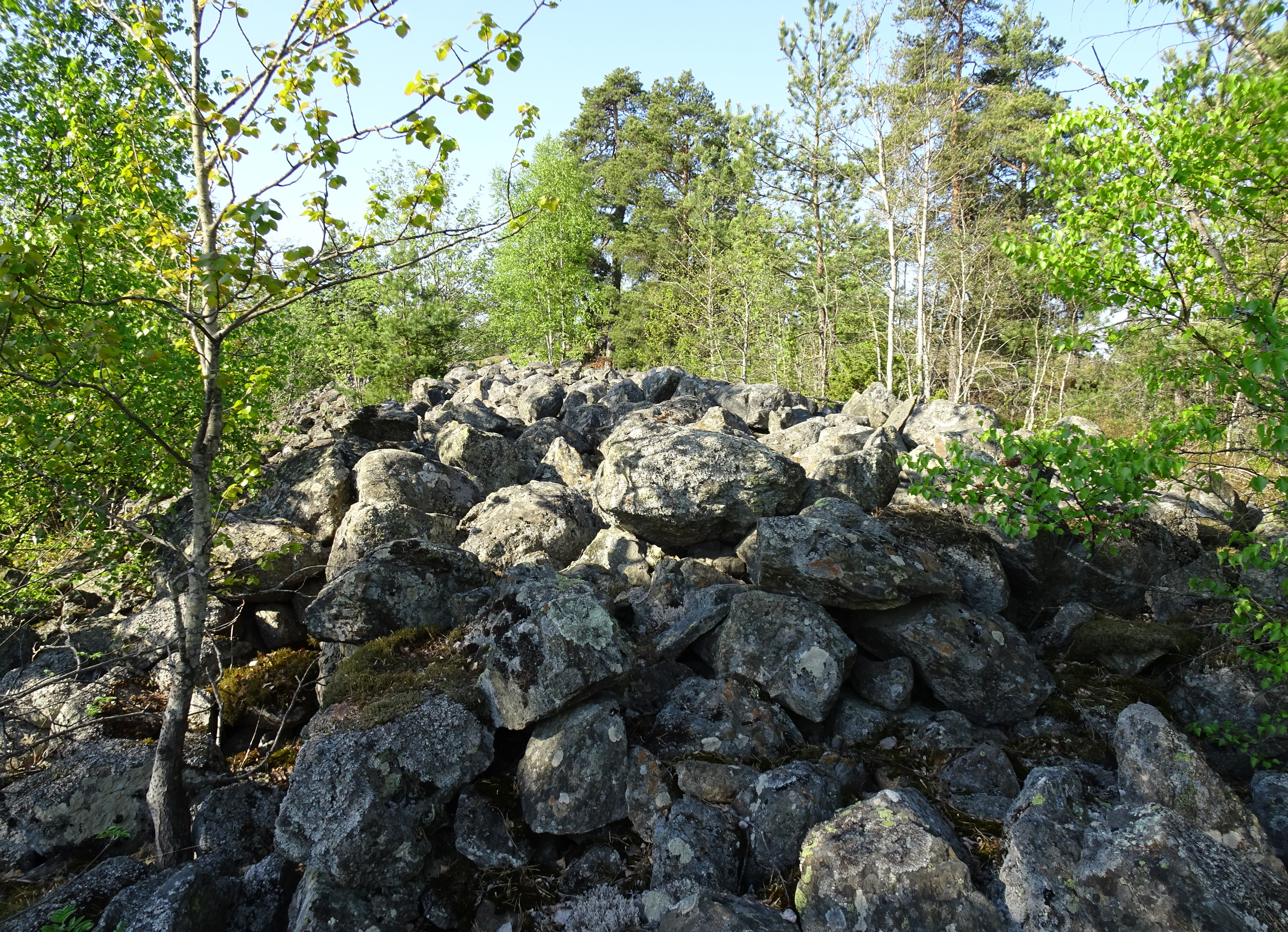
Muren
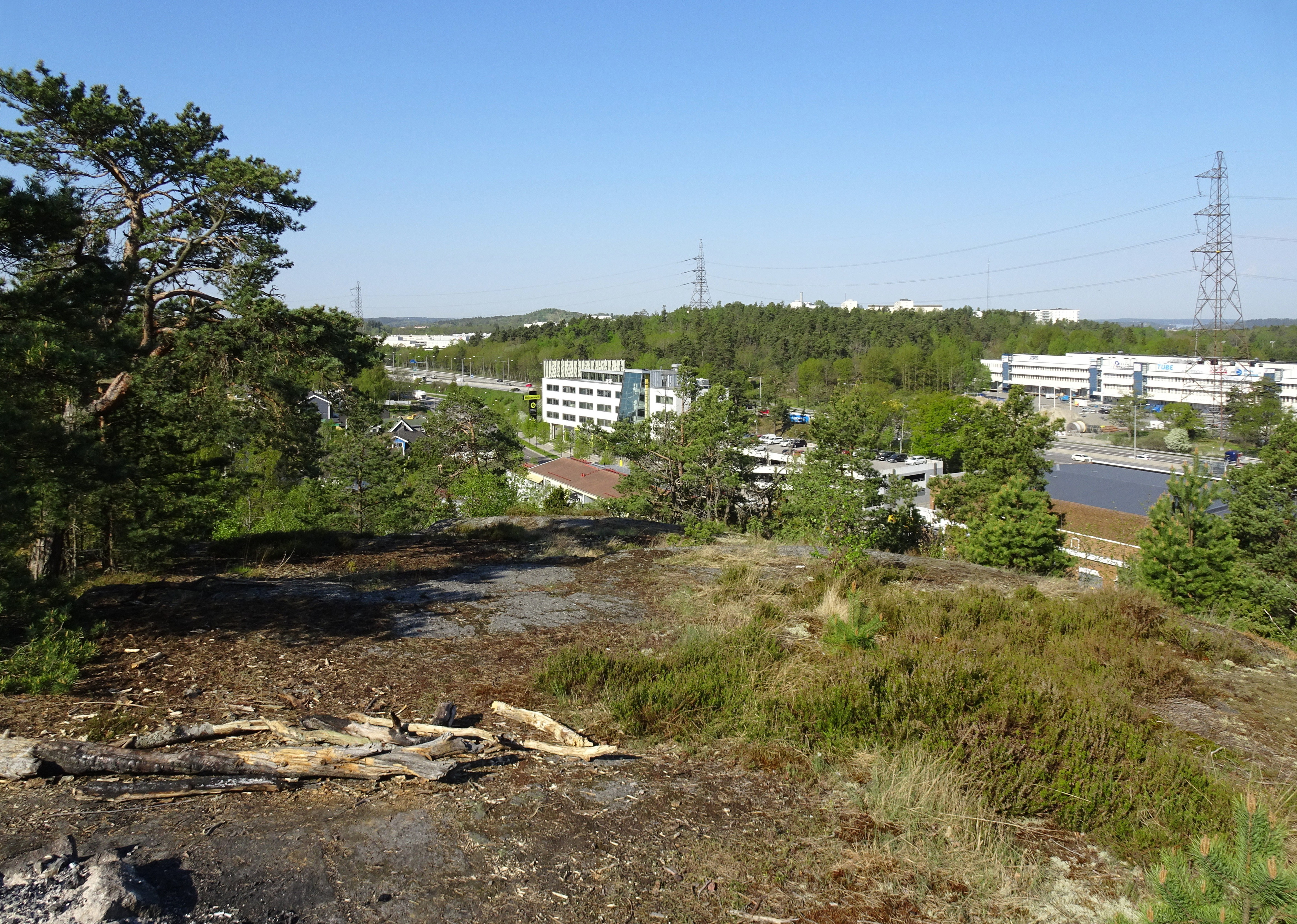
Utsikt över Smista allé
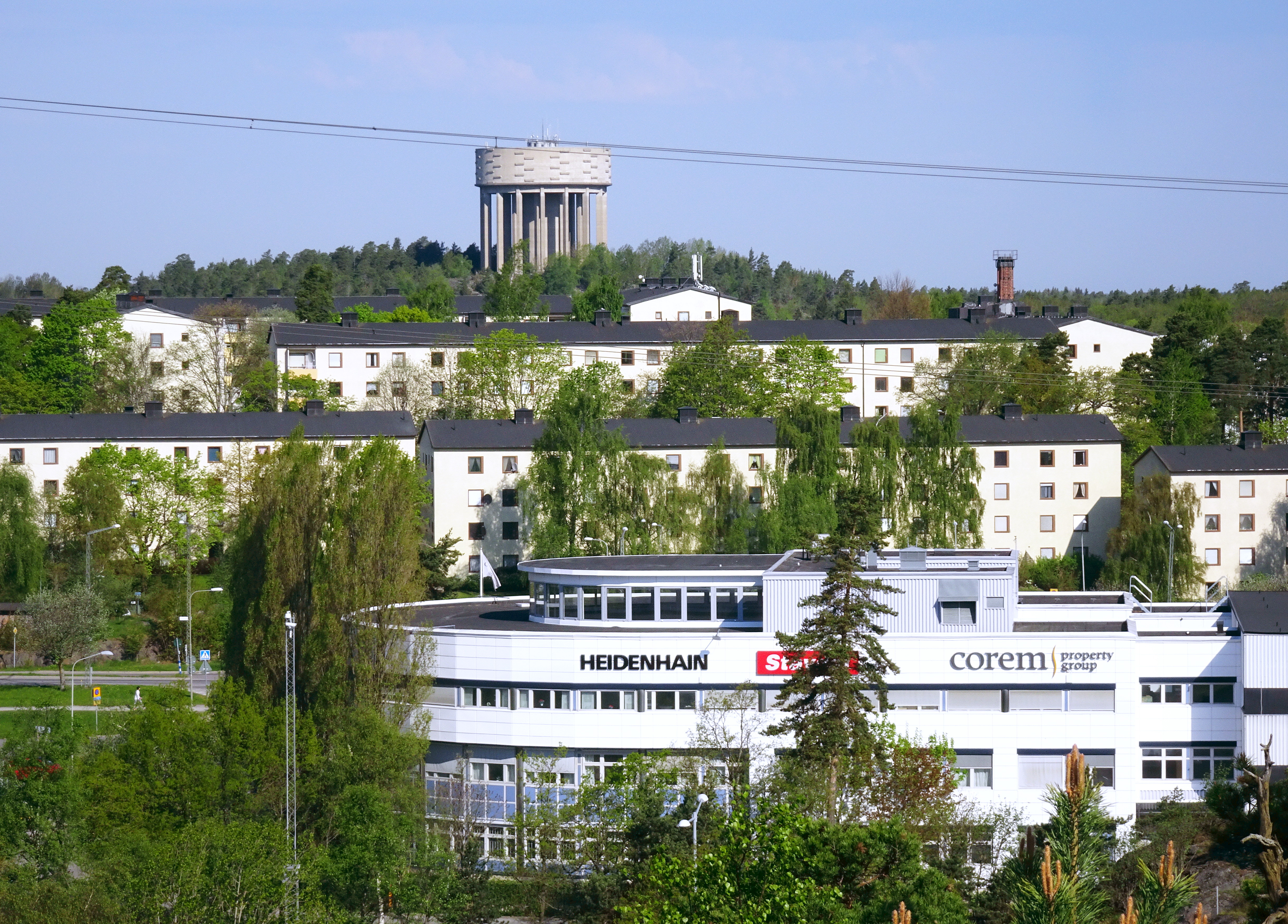
Utsikt över Sätra med Sätra vattentorn i fonden